# Julien Perrain
Julien Perrain, né le 21 juin 1902 à Lille et mort le 14 avril 1950 dans la même ville, est un coureur cycliste français, en activité de 1924 à 1934,.

## Biographie
En 1927, il court pour l'équipe cycliste Peugeot.

## Palmarès
- 1920
  - 2e du Circuit minier et métallurgique du Nord
- 1922
  - Circuit minier et métallurgique du Nord
- 1923
  - Circuit minier et métallurgique du Nord
- 1924
  - Circuit franco-belge
- 1925
  - Paris-Lille
- 1926
  - 3e de Paris-Contres
- 1927
  - Critérium des Aiglons
    - Classement Général
    - 2e étape
- 1929
  - 6e de Paris-Roubaix
- 1930
  - 7e de Paris-Roubaix

## Résultats sur le Tour de France
3 participations
- 1929 : 27e du Classement Général
- 1930 : abandon à la 9e étape
- 1931 : abandon à la 5e étape